# La Candace o siano Li veri amici
La Candace, o siano Li veri amici (Candace o Los auténticos amigos, RV 704) es una ópera  en tres actos con música de Antonio Vivaldi y libreto de Francesco Silvani. Es la única ópera de Vivaldi que se representó en la temporada de 1720 en el Teatro Archiducal de Mantua, contó con la colaboración del famoso tenor Antonio Barbieri (Amasi), aquí en los comienzos de su carrera.